# Методистская евангелическая церковь в Италии
Методистская евангелическая церковь в Италии (итал. Chiese Evangelica Metodista in Italia) — христианская протестантская религиозная организация Италии.
Церковь известна также как «Итальянская методистская церковь» (Chiese Metodista Italiana), является протестантской церковью методистской традиции, действующей в Италии, которая находится в евраристическом общении с исторической Вальденской евангелической церковью, с которой она составляет Союз методистской и вальденской церквей.

## История
Первые итальянские методистские церкви были основаны британскими и американскими миссионерами в XIX веке.
Миссионерская работа стала затруднительной во время фашистского режима. После Второй мировой войны в 1946 году была основана «Методистская евангелическая церковь в Италии» как округ Ежегодной конференции Методистской церкви Великобритании. В 1962 году методистская церковь стала полностью независимой, и ее структура была организована по принципу неепископального конгрегационалистского правления.
В 1975 году Методистская церковь была объединена с Вальденсской евангелической церковью, в результате чего образовался «Союз методистской и вальденской церквей». С тех пор две церкви стали единой организацией, управляемой одним синодом, но сохранили свою идентичность, экуменические отношения, управление и проекты. Так же, одновременно с образованием союза, было создано «Действие методистских евангелических церквей в Италии» (Opera per le Chiese Evangeliche Metodiste in Italia) с целью поддержания экуменических отношений, для управления методистской собственностью и для финансирования работы пасторов и дьяконов.

## Межцерковные связи
Церковь — часть Всемирного методистского совета и член Всемирного совета церквей.

## Статистика
Церковь насчитывает 4000 верующих и 50 общин.

## Внешние ссылки
- Официальный веб-сайт